# Zerssen (Adelsgeschlecht)

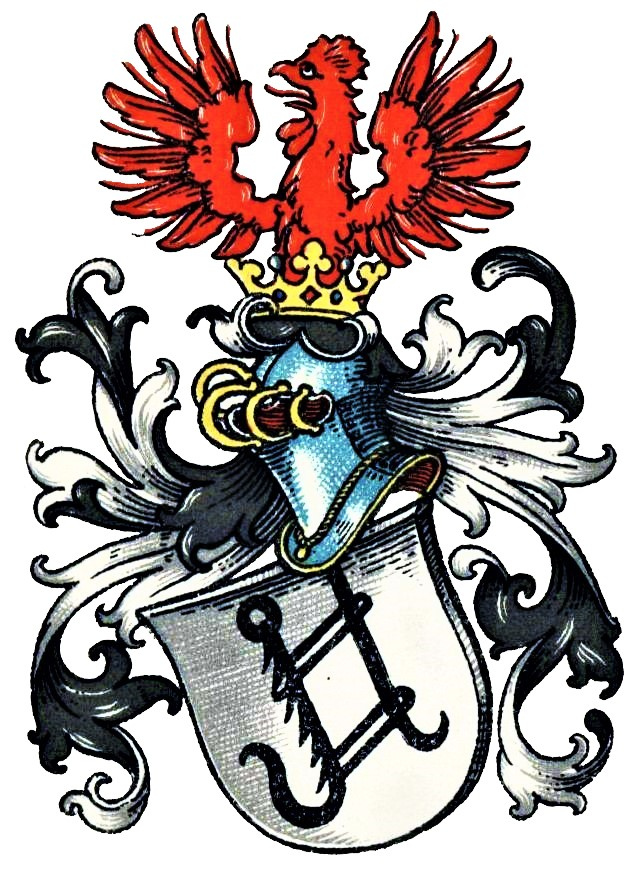
Wappen derer von Zerssen im Wappenbuch des Westfälischen Adels

Zerssen (auch: Zersen, Cersne, Tcersne, Zertschen) ist der Name eines schaumburgischen Adelsgeschlechts.

## Geschichte
Das Geschlecht leitet seinen Namen vom gleichnamigen Stammsitz Zersen zwischen Hameln und Rinteln ab, heute eine Ortschaft von Hohenstein, Ortsteil von Hessisch Oldendorf. Mit Bertramus de Chersene wurde die Familie 1223 zuerst urkundlich genannt. Bereits im 13. Jahrhundert waren Angehörige zu Krückeberg begütert oder erwarben in Stadthagen das Bürgerrecht. Letztere, obwohl mit städtischen Ämtern betraut, bewahrten sich den Adel und wurden weiterhin als Ritter oder Knappen tituliert. Die Stammreihe beginnt mit Arnold von Zersen urkdl. 1260. Der Stamm ist mit dem hannoverschen Oberappellationsgerichtsrat Karl Wilhelm Adolf Gottlieb von Zerssen († 1849) im Mannesstamm erloschen.
Ein weiterer Stamm beginnt seine Stammreihe mit Arnold (Arnd) von Cersne, consul novus in Stadthagen, urkundlich 1374, 1382. Der kaiserliche Seekadett Christian Zerssen (* 1873) erhielt am 8. Mai 1893 im Neuen Palais die preußische gnadenweise Anerkennung und Erneuerung der adeligen Herkunft unter Bestätigung des von seinen Vorfahren bereits geführten Wappens. Am 17. August 1899 erging auf Schloss Wilhelmshöhe eine adäquate Nobilitierung für die Geschwister Maria, Anna, Elsa, Gertrud, Dietrich und Hedwig Zerssen, Kinder des Kaufmanns in Rendsburg Adolf Nicolaus Zerssen († 1884).

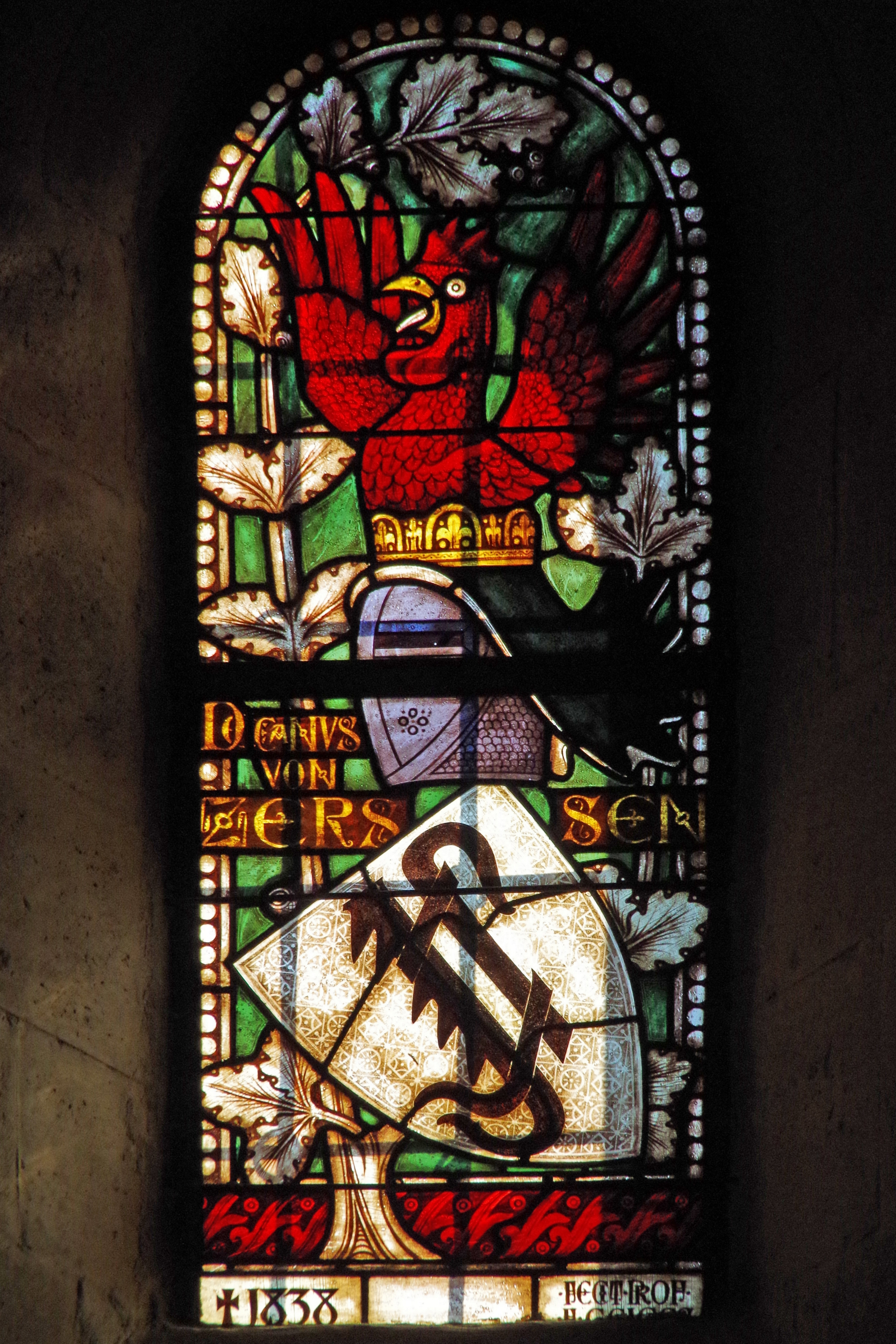
Naumburger Dom, Fenster des Wilhelm Friedrich Ludwig von Zerssen, Domdechant († 1838)

## Angehörige
- Eberhard von Cersne (eigentlich von Zerssen), Minnesänger und Kanonikus in Minden, um 1400
- Nikolaus von Zerssen (1539–1600), deutscher Domherr
- Heinrich Julius von Zerssen (1583–1648), deutscher Hofbeamter
- Wilhelm Friedrich Ludwig von Zerssen (1773–1838), deutscher Domherr, Domdechant zu Naumburg und Politiker
- Johann Christian von Zerssen (1813–1865), deutscher Kaufmann
- Detlev von Zerssen (1926–2023), deutscher Psychiater[3]

## Wappen
Das Stammwappen zeigt in Silber einen schwarzen Kesselhaken. Auf dem Helm mit schwarz-silbernen Decken ein schwarzer, rot bewehrter Hahnenkopf mit Hals.

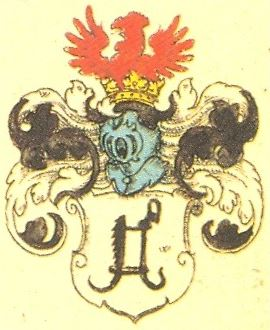
Wappen derer von Zerssen bei Johann Siebmacher

Die Wappen (1893, 1899) wie das Stammwappen, jedoch als Kleinod ein wachsender roter Hahn mit ausgebreiteten Flügeln.